# Ereignis (Wahrscheinlichkeitstheorie)
Ein Ereignis (auch Zufallsereignis) ist in der Wahrscheinlichkeitstheorie ein Teil einer Menge von Ergebnissen eines Zufallsexperiments, dem eine Wahrscheinlichkeit zugeordnet werden kann. Beispielsweise  wird das Ereignis „eine gerade Zahl zu würfeln“ der Teilmenge {\displaystyle \{2,4,6\}} aus der Gesamtmenge {\displaystyle \{1,2,3,4,5,6\}} aller möglichen Ergebnisse (dem Ergebnisraum) zugeordnet. Man spricht davon, dass ein Ereignis eintritt, wenn es das Ergebnis des Zufallsexperiments als Element enthält.
Das mit der Ergebnismenge {\displaystyle \Omega } identische Ereignis bezeichnet man als sicheres Ereignis, da es immer eintritt. Im Gegensatz dazu bezeichnet man das mit der leeren Menge identische Ereignis als unmögliches Ereignis: Es tritt niemals ein. Beim Beispiel des Würfelwurfs ist das sichere Ereignis die Menge {\displaystyle \{1,2,3,4,5,6\}} und das unmögliche Ereignis die leere Menge {\displaystyle \emptyset }.

## Definition
Ist {\displaystyle (\Omega ,\Sigma ,P)} ein Wahrscheinlichkeitsraum, so wird ein {\displaystyle A\in \Sigma } Ereignis genannt. Die Ereignisse eines Wahrscheinlichkeitsraum sind somit diejenigen Teilmengen der Ergebnismenge {\displaystyle \Omega }, die in der σ-Algebra {\displaystyle \Sigma }, dem sogenannten Ereignissystem liegen.
Die Ereignisse {\displaystyle A\in \Sigma } sind diejenigen Mengen, denen eine Wahrscheinlichkeit {\displaystyle P(A)} durch ein Wahrscheinlichkeitsmaß zugeordnet ist. Im allgemeineren Rahmen der Maßtheorie heißen die Ereignisse auch messbare Mengen.

## Beispiele

### Endliche Ergebnismenge
Gegeben sei die Ergebnismenge
{\displaystyle \Omega =\{1,2,3\}},
versehen mit dem Ereignissystem
{\displaystyle \Sigma :=\{\Omega ,\emptyset ,\{1\},\{2,3\}\}}.
Dann sind zum Beispiel die Mengen {\displaystyle \{1\}} und die Mengen {\displaystyle \{2,3\}} Ereignisse, da sie im Ereignissystem enthalten sind. Die Menge {\displaystyle \{2\}} ist kein Ereignis. Sie ist zwar eine Teilmenge der Ergebnismenge, aber nicht im Ereignissystem enthalten. Da das Ereignissystem eine σ-Algebra ist, sind die Ergebnismenge {\displaystyle \Omega } und die leere Menge {\displaystyle \emptyset } immer Ereignisse.

### Diskrete Ergebnismenge
Für beliebige diskrete Ergebnismengen {\displaystyle \Omega }, also solche mit höchstens abzählbar unendlich vielen Elementen, setzt man meist die Potenzmenge {\displaystyle {\mathcal {P}}(\Omega )} als Ereignissystem. Dann ist jede Teilmenge der Ergebnismenge ein Ereignis, da die Potenzmenge genau die Menge aller Teilmengen ist.

### Reelle Ergebnismengen
Für reelle Ergebnismengen setzt man meist die Borelsche σ-Algebra als Ereignissystem. Hier sind dann zum Beispiel alle offenen Intervalle, also Mengen der Form {\displaystyle (a,b)} mit {\displaystyle a<b}, Ereignisse. Tatsächlich sind diese Mengensysteme so groß, dass fast alles, was man sinnvoll definieren kann, ein Ereignis ist. Dennoch gibt es Mengen, die – bezogen auf die Borelsche σ-Algebra als Ereignissystem – keine Ereignisse sind, wie zum Beispiel die Vitali-Mengen.

## Mengenoperationen mit Ereignissen
Ist {\displaystyle \omega \in \Omega } ein Ergebnis eines Zufallsexperiments und {\displaystyle A\in \Sigma } ein Ereignis, dann sagt man im Falle {\displaystyle \omega \in A} auch: Das Ereignis {\displaystyle A} tritt ein.

### Teilmengen und Gleichheit
Falls ein Ereignis {\displaystyle A} eine Teilmenge eines weiteren Ereignisses {\displaystyle B} ist (notiert als {\displaystyle A\subseteq B}), dann tritt mit dem Ereignis {\displaystyle A} stets auch das Ereignis {\displaystyle B} ein. Man sagt dann auch: Das Ereignis {\displaystyle A} zieht das Ereignis {\displaystyle B} nach sich. Für die Wahrscheinlichkeiten gilt in diesem Fall {\displaystyle P(A)\leq P(B)}. Das heißt: Zieht das Ereignis {\displaystyle A} das Ereignis {\displaystyle B} nach sich, dann ist die Wahrscheinlichkeit von {\displaystyle B} mindestens so groß wie die von {\displaystyle A}.
Es gilt {\displaystyle A=B} genau dann, wenn {\displaystyle A\subseteq B} und {\displaystyle B\subseteq A} gilt. Gleichheit von Ereignissen bedeutet also, dass das Ereignis {\displaystyle A} das Ereignis {\displaystyle B} in gleicher Weise nach sich zieht wie das Ereignis {\displaystyle B} das Ereignis {\displaystyle A}.

### Schnittmenge und Disjunktheit
Die Schnittmenge {\displaystyle A\cap B} zweier Ereignisse ist wieder ein Ereignis. Es
tritt genau dann ein, wenn {\displaystyle A} und {\displaystyle B} beide eintreten.
Wenn {\displaystyle A\cap B=\emptyset } gilt, also das gemeinsame Eintreten von {\displaystyle A} und {\displaystyle B} unmöglich ist, dann sagt man, die zwei Ereignisse schließen einander aus. Die Ereignisse {\displaystyle A} und {\displaystyle B} werden dann auch disjunkt oder unvereinbar genannt.
Sind allgemeiner {\displaystyle A_{1},A_{2},\ldots } Ereignisse, dann ist der Schnitt
{\displaystyle \bigcap _{n=1}^{\infty }A_{n}}
das Ereignis, das genau dann eintritt, wenn alle {\displaystyle A_{n}} eintreten.
Die Ereignisse heißen paarweise disjunkt, wenn {\displaystyle A_{m}\cap A_{n}=\emptyset } für alle {\displaystyle m,n\in \mathbb {N} } mit {\displaystyle m\neq n} gilt.

### Vereinigung
Auch die Vereinigungsmenge {\displaystyle A\cup B} zweier Ereignisse ist wieder ein Ereignis. Es
tritt genau dann ein, wenn entweder {\displaystyle A} oder {\displaystyle B} oder beide Ereignisse eintreten. Anders ausgedrückt: {\displaystyle A\cup B} tritt ein, wenn mindestens eines der beiden Ereignisse {\displaystyle A} oder {\displaystyle B} eintritt.
Für die Wahrscheinlichkeit von Schnitt- und Vereinigungsmenge gilt stets die Formel
{\displaystyle P(A\cap B)+P(A\cup B)=P(A)+P(B)\,.}
Speziell ist im Falle disjunkter Ereignisse {\displaystyle P(A\cup B)=P(A)+P(B)}.
Sind allgemeiner {\displaystyle A_{1},A_{2},\ldots } Ereignisse, dann ist die Vereinigung
{\displaystyle \bigcup _{n=1}^{\infty }A_{n}}
das Ereignis, das genau dann eintritt, wenn mindestens eines der {\displaystyle A_{n}} eintritt.
Es gilt stets die sogenannte σ-Subadditivität
{\displaystyle P\left(\bigcup _{n=1}^{\infty }A_{n}\right)\leq \sum _{n=1}^{\infty }P(A_{n})\,.}
Im Falle paarweise disjunkter Ereignisse gilt hierbei Gleichheit.
Für die Wahrscheinlichkeit von beliebigen Vereinigungen endlich vieler Ereignisse gilt die Siebformel.

### Komplement und Differenz
Das komplementäre Ereignis {\displaystyle \Omega \setminus A} tritt genau dann ein, wenn das Ereignis {\displaystyle A} nicht eintritt. Es wird auch Gegenereignis genannt und mit {\displaystyle {\overline {A}}} (alternativ auch mit {\displaystyle A^{\mathsf {c}}}) bezeichnet. Seine Wahrscheinlichkeit ist
{\displaystyle P({\overline {A}})=1-P(A)\,.}
Für die Komplemente von Schnitt- und Vereinigungsmengen gelten die
de Morganschen Formeln
{\displaystyle {\overline {\bigcap _{n=1}^{\infty }A_{n}}}=\bigcup _{n=1}^{\infty }{\overline {A_{n}}}\,,}
{\displaystyle {\overline {\bigcup _{n=1}^{\infty }A_{n}}}=\bigcap _{n=1}^{\infty }{\overline {A_{n}}}\,.}
Speziell für zwei Ereignisse gilt {\displaystyle {\overline {A\cap B}}={\overline {A}}\cup {\overline {B}}} sowie {\displaystyle {\overline {A\cup B}}={\overline {A}}\cap {\overline {B}}}.
Die Differenzmenge {\displaystyle A\setminus B} ist das Ereignis, das genau dann eintritt, wenn
das Ereignis {\displaystyle A}, aber nicht gleichzeitig das Ereignis {\displaystyle B} eintritt. Es gilt
{\displaystyle A\setminus B=A\cap {\overline {B}}\,.}
Für seine Wahrscheinlichkeit gilt {\displaystyle P(A\setminus B)=P(A)-P(A\cap B)}. Im Spezialfall {\displaystyle B\subseteq A} folgt {\displaystyle P(A\setminus B)=P(A)-P(B)}.

### Symmetrische Differenz
Eine weitere Mengenoperation ist die symmetrische Differenz
{\displaystyle A\bigtriangleup B=\left(A\setminus B\right)\cup \left(B\setminus A\right)=(A\cup B)\setminus (A\cap B)}
zweier Ereignisse {\displaystyle A} und {\displaystyle B}. Das Ereignis {\displaystyle A\bigtriangleup B} tritt genau dann ein, wenn entweder {\displaystyle A} oder {\displaystyle B} eintritt (aber nicht beide), also wenn genau eines der beiden Ereignisse eintritt. Es gilt
{\displaystyle P(A\bigtriangleup B)=P(A)+P(B)-2P(A\cap B)\,.}

## Unabhängige Ereignisse
Die zwei Ereignisse {\displaystyle A} und {\displaystyle B} heißen voneinander unabhängig,
wenn
{\displaystyle P(A\cap B)=P(A)\cdot P(B).}
Unter Verwendung der Formel für die bedingte Wahrscheinlichkeit lässt sich das als
{\displaystyle P(A)=P(A\mid B)}
schreiben, vorausgesetzt {\displaystyle P(B)>0}.
Allgemeiner heißt eine Familie {\displaystyle (A_{i})_{i\in I}} von Ereignissen unabhängig, wenn für jede endliche Teilmenge {\displaystyle J\subseteq I} gilt:
{\displaystyle P\left(\bigcap _{j\in J}A_{j}\right)=\prod _{j\in J}P(A_{j})\,.}
Die Ereignisse heißen paarweise unabhängig, wenn
{\displaystyle P(A_{i}\cap A_{j})=P(A_{i})\cdot P(A_{j})}
für alle {\displaystyle i,j\in I} gilt. Unabhängige Ereignisse sind paarweise unabhängig, die Umkehrung gilt jedoch im Allgemeinen nicht.

## Spezielle Ereignisse

### Elementarereignis
Mitunter werden die einelementigen Ereignisse {\displaystyle \{\omega \}\subseteq \Omega } auch als Elementarereignisse bezeichnet. Ist {\displaystyle \Omega } höchstens abzählbar, dann lässt sich durch Festlegen der Wahrscheinlichkeiten {\displaystyle p(\omega ):=P(\{\omega \})} aller Elementarereignisse mit Hilfe von
{\displaystyle P(A)=\sum _{\omega \in A}p(\omega )}
die Wahrscheinlichkeit aller Ereignisse {\displaystyle A\subseteq \Omega } bestimmen. Hierbei müssen die {\displaystyle p(\omega )} so gewählt sein, dass {\displaystyle 0\leq p(\omega )\leq 1} sowie
{\displaystyle \sum _{\omega \in \Omega }p(\omega )=1}
gilt.
Es ist allerdings zu beachten, dass mitunter in der Literatur die Ergebnisse {\displaystyle \omega \in \Omega } selbst Elementarereignisse genannt werden. Diese sind dann jedoch keine Ereignisse, denn es handelt sich nicht um Teilmengen von {\displaystyle \Omega }.
Weiterhin muss für {\displaystyle \omega \in \Omega } die einelementige Menge {\displaystyle \{\omega \}} nicht unbedingt im Ereignisraum {\displaystyle \Sigma } liegen. Sie ist dann kein Ereignis.

### Fast sicheres Ereignis
Ein Ereignis {\displaystyle A} heißt fast sicher, falls {\displaystyle P(A)=1} gilt.

### Fast unmögliches Ereignis
Ein Ereignis {\displaystyle A} heißt fast unmöglich, falls {\displaystyle P(A)=0} gilt.

### Atomares Ereignis

#### Definition
Bezogen auf ein System von Ereignissen {\displaystyle {\mathcal {A}}} heißt ein Ereignis {\displaystyle A\in {\mathcal {A}}} atomares Ereignis, wenn es keine zwei Ereignisse {\displaystyle E_{1},E_{2}\in {\mathcal {A}}} mit {\displaystyle A=E_{1}\cup E_{2}}, {\displaystyle A\neq E_{1}}, {\displaystyle A\neq E_{2}} gibt.

#### Eigenschaften
- Jedes Elementarereignis, das in {\displaystyle {\mathcal {A}}} enthalten ist, ist ein atomares Ereignis.
- Nicht jedes atomare Ereignis ist ein Elementarereignis. Beispielsweise sind in der Ereignisalgebra

{\displaystyle {\mathcal {A}}=\{\emptyset ,\{1\},\{2,3\}\{1,2,3\}\}}
die Ereignisse {\displaystyle \{1\}} und {\displaystyle \{2,3\}} atomare Ereignisse, aber nur {\displaystyle \{1\}} ist auch ein Elementarereignis.

### Atom

#### Definition
Ein Ereignis {\displaystyle A\in \Sigma } heißt Atom  des Wahrscheinlichkeitsraums  {\displaystyle (\Omega ,\Sigma ,P)}, falls {\displaystyle P(A)>0} gilt und falls für jedes Ereignis {\displaystyle B\in \Sigma } mit {\displaystyle B\subset A} entweder {\displaystyle P(B)=0} oder {\displaystyle P(A)=P(B)} gilt. Ein Wahrscheinlichkeitsraum heißt atomlos, wenn kein Ereignis ein Atom ist.
Atomlose Wahrscheinlichkeitsräume sind von Interesse, da sie reelle Zufallsvariablen mit stetiger Verteilungsfunktion zulassen. Insbesondere existiert eine Zufallsvariable mit einer stetigen Gleichverteilung auf dem Intervall {\displaystyle (0,1)}.

## Anwendung in der Wirtschaft
Insbesondere im Finanzsektor spielt das wahrscheinlichkeitstheoretische Ereignis eine große Rolle. Fokussiert wird hier auf den Worst Case, also auf die Negativauslese von Ereignissen.
- Im Bankwesen ist das Kreditereignis ein Ereignis, bei dem der Kreditnehmer oder Anleiheschuldner den Schuldendienst nicht, nicht vollständig oder verspätet leistet (Schuldnerverzug) oder eine Restrukturierung oder Umschuldung stattfindet.[6] Dass ein Kredit oder eine Anleihe planmäßig bedient und zurückgezahlt wird, verringert das Kreditrisiko und stabilisiert die Ertragslage der Kreditgeber oder Gläubiger.
- Das Schadensereignis ist im Versicherungswesen ein Ereignis, als dessen Folge ein Personen-, Sach- oder Vermögensschaden beim Versicherungsnehmer oder einem Dritten unmittelbar entstanden ist.[7] Es liegt vor, wenn in der Sach- oder Schadenversicherung bei einem Versicherungsfall ein Versicherungsschaden oder bei der Lebensversicherung der Tod der versicherten Person eintritt. Wenn es bei einem Versicherungsvertrag nicht zu einem Versicherungsfall kommt, wird das Finanzrisiko verringert und die Ertragslage des Versicherers stabilisiert.

| Wirtschaftszweig         | Markt              | Teilmarkt                              | Ereignis                                     |
| ------------------------ | ------------------ | -------------------------------------- | -------------------------------------------- |
| Kreditinstitute          | Bankenmarkt        | Kreditmarkt Kreditderivatemarkt        | Kreditereignis                               |
| Versicherungsunternehmen | Versicherungsmarkt | Schadenversicherung Lebensversicherung | Schadensereignis Tod der versicherten Person |

Das Kreditereignis kann mit der betriebswirtschaftlichen Kennzahl der Ausfallwahrscheinlichkeit gemessen werden. Die Wahrscheinlichkeitsverteilungsprognose ist gemäß § 7 Nr. 36 VAG eine mathematische Funktion, die einer ausreichenden Zeitreihe von einander ausschließenden zukünftigen Ereignissen eine Eintrittswahrscheinlichkeit zuweist. 